# 河東燈士
河東 燈士（かわひがし とうじ、1948年8月18日 - 1997年7月18日）は、日本のオペラ歌手、俳優。東京都豊島区出身。血液型はO型。

## 経歴
1979年4月から1983年3月まで、『たのしいきょうしつ』で、水森亜土と一緒に、お兄さんを務める。
奨学生としてヨーロッパに留学。教会音楽を専攻し、音楽療法の博士号を取得。その後ドイツの歌劇団で9年間、バス、バリトン歌手として活躍し、『魔笛』のパパゲーノや「ドン・キホーテ」のサンチョ・パンサなどを演じた。1990年帰国、のちミュージカルなどにも多数出演し、「魔女の宅急便」「オズの魔法使い」の他、映画「マルタイの女」など出演。傍ら、音楽療法の指導を行う。一方、留学中ケーキづくりに没頭。帰国後、保母から相談を受けたことをきっかけに、保母向けの雑誌に、ニンジンやオカラを使ったパウンドケーキや、ゴマ入り揚げドーナツボールなどの作り方を連載、好評を博す。

## 出演作品

### テレビ
- たのしいきょうしつ（お兄さん、1979年4月 - 1983年3月）

新・半七捕物帳第10話　そば屋役

### 映画
- リトル・マーメイド（1991年7月21日、1998年2月14日）- シェフのルイ 役
- でべそ（1996年2月10日） - 月原 役
- マルタイの女（1997年9月27日） - 医者 役
- CURE（1997年12月27日） - 精神科医 役

## オリジナルビデオ
- 893（ヤクザ）タクシー（1994年、黒沢清監督）